# Tyrannochthonius bahamensis
Espèce
Tyrannochthonius bahamensis est une espèce de pseudoscorpions de la famille des Chthoniidae.

## Distribution
Cette espèce est endémique des îles Bimini aux Bahamas,. Elle se rencontre sur South Bimini.

## Description
Le mâle holotype mesure 0,98 mm.

## Étymologie
Son nom d'espèce, composé de baham[as] et du suffixe latin -ensis, « qui vit dans, qui habite », lui a été donné en référence au lieu de sa découverte, les Bahamas.

## Publication originale
- Muchmore, 1984 : Pseudoscorpions from Florida and the Caribbean area. 13. New species of Tyrannochthonius and Paraliochthonius from the Bahamas, with discussion of the genera (Chthoniidae). Florida Entomologist, vol. 67, p. 119-126 (texte intégral).